# اوکوس
اوکوس (به لاتین: Oecusse) یک برون‌بوم و تقسیمات کشوری در تیمور شرقی است که در تیمور شرقی واقع شده‌است. اوکوس ۸۱۴ کیلومتر مربع مساحت دارد.